# Glan-Thompsonova prizma
Glan-Thompsonova prizma je optična prizma, ki spada med polarizacijske optične prizme. Je podobna Nicolovi in Glan-Foucaultovi prizmi
Imenuje se po  nemškem fiziku in meteorologu Paulu Glanu (1846 – 1898) in angleškem fiziku  Silvanusu Phillipsu Thompsonu (1851 – 1916). 

## Zgradbe in delovanje
Narejena je iz dveh prizem iz kalcita, ki imata za osnovno ploskev pravokotni trikotnik. Mineral kalcit je znan po svoji dvolomnosti. Obe prizmi sta zlepljeni z kanadskim balzamom. Zaradi dvolomnosti se žarek, ki vstopi v prizmo, razcepi na dva žarka (redni in izredni). Redni žarek se na mestu, kjer sta prizmi zlepljeni, odbije (popolni odboj) in pozneje absorbira. Izredni žarek nadaljuje pot v prvotni smeri in izstopi iz prizme. Optična os minerala kalcit je vzporedna oziroma pravokotna na ravnino, kjer se žarek odbije. V primerjavi z Glan-Foucaultovo prizmo ima Glan-Thompsonova večji vhodni kot.